# Puka kommun
Puka vald är en kommun i Estland.   Den ligger i landskapet Valgamaa, i den södra delen av landet, 180 km sydost om huvudstaden Tallinn.
Följande samhällen finns i Puka vald:
- Puka
- Aakre